# Hyderābād (distrikt i Indien)
Hyderābād är ett distrikt i Indien.   Det ligger i delstaten Telangana, i den centrala delen av landet, 1 300 km söder om huvudstaden New Delhi. Antalet invånare är 3 943 323.
Följande samhällen finns i Hyderābād:
- Hyderabad
- Malkajgiri